# Joseph Luyten
Joseph Maria Luyten (Brunssun, Holanda, 15 de agosto de 1941 - Ouro Preto, Minas Gerais, 27 de julho de 2006) foi um professor universitário holandês radicado no Brasil, especializado em folkcomunicação e literatura de cordel. Foi casado com Sônia Luyten, também professora universitária, conhecida pelas pesquisas sobre histórias em quadrinhos.

## Biografia
Nascido em Brunssun, Holanda, em 1952, mudou-se com a família para o Brasil, morando primeiro em Recife, Pernambuco e depois, mudando-se para São Paulo. Formou-se em Administração na PUC em 1964, 4 anos depois em Jornalismo na Faculdade Cásper Líbero e Letras/Inglês na Universidade de Mogi das Cruzes, se especializando em literatura inglesa na USP em 1970 e Jornalismo na Cásper Líbero em 1977. Como professor, lecionou nas Faculdades Medianeiras (1971- 1972), Faculdades Integradas Alcântara Machado (1972-1973), Faculdade de Ciências e Letras de Santo Amaro (1972-1974), UNIP (1975-1978), Faculdade Cásper Líbero (1973-1979). Dedicado a estudar a literatura de cordel, em 1980, apresentou na USP, a tese de mestrado A literatura de cordel em São Paulo: saudosismo e agressividade e 1984, a tese de doutorado A notícia na Literatura de Cordel, no mesmo ano, com sua esposa Sônia Luyten, se muda para o Japão, onde Sônia expandiu sua pesquisa sobre os mangás, os quadrinhos japoneses. No Japão, passou sete anos pesquisando no National Museum of Ethnology de Osaka (3 anos) e lecionando na University of Tsukuba (4 anos).Em 1991, tornou-se Reitor do Campus Avançado da Universidade Teikyo, em Maastrich, Holanda, em 1995, volta ao Japão para lecionar Cultura Brasileira na Universidade de Tenri (Nara), logo em seguida, volta para a Holanda e leciona Literatura Popular na Universidade de Poitiers (França) e organizar o Fonds Raymond Cantel dedicado à literatura de cordel, Raymond Cantel, foi um professor francês que também se especializou em literatura de cordel. Em 1999, Joseph e Sônia voltam ao Brasil, indo morar em São Vicente, São Paulo.
É autor de livros como  A literatura de cordel em São Paulo: saudosismo e agressividade (Edições Loyola,  1981), Bibliografia Especializada Sobre Literatura Popular Em Verso (Com Arte, 1981), Sistemas de comunicação popular (Ática, 1988), A notícia na literatura de cordel (Estação Liberdade, 1992), O que é Literatura de Cordel (Coleção Primeiros Passos, Editora Brasiliense, 2005)